# 伊东浩司
伊东浩司（日语：／ Itō Kōji，1970年1月29日—），生于日本兵库县神户市，已退役日本田径短跑运动员。前100米和200米亚洲纪录保持者，并且是4×400米接力室内赛的现亚洲纪录的持有人之一，现为日本甲南大学运动和健康科学教育和研究中心助理教授。

## 运动生涯

### 学生时期
学生时期的伊东浩司已经显露出田径短跑方面的能力，中学时期就读于神户市立鵯台初中、报德学园高等學校，大学就读于东海大学政治经济系。
在鵯台初中时期，伊东浩司以10.7秒和21.8秒的成绩打破了当时中学的校纪录，在日本中学生比赛中取得100米第五名、200米第三名；在日本少年奥林匹克田径赛中取得100米第三名、400米第一名。高中一年级时，伊东浩司取得了第40届日本国民体育大会少年B组冠军。两年后在第42届国民体育大会中以46.52秒的成绩打破了当时的日本高中生纪录夺冠，一雪在第41届大会中仅得第八名的前耻。

### 职业生涯
1991年亚洲田径锦标赛获得400米跑铜牌后，伊东浩司开始专注于400米项目。在1991年世界田径锦标赛中代表日本队在家门口参加400米接力赛。1993年，他在1993年东亚运动会200米和马尼拉亚锦赛400米项目上分别摘得铜牌，同年在世锦赛200米项目中晋级第二轮。1994年，伊东浩司夺取了广岛亚运会200米银牌。
1996年，他代表日本参加了亚特兰大奥运会，进入了200米半决赛，并帮助日本队以破亚洲纪录的成绩（3分00.76秒）取得了4×400米接力奥运会第五名。伊东浩司赢得了他个人第一个国际比赛冠军，他在1997年釜山东亚运动会中赢得了200米金牌，但是未能在此后的世界田径锦标赛与世界室内田径锦标赛有所作为，小组预赛阶段即遭淘汰。
此后的几年中伊东浩司迎来了自己职业生涯的高峰，首先他赢得了1998年福冈亚锦赛200米冠军。在1998年曼谷亚运会上包揽了100米、200米和4x100米接力三枚金牌，1998年11月13日，他在亚运会100米比赛中以10.00秒打破亚洲纪录的成绩赢得冠军，是世界上第一位跑进10秒大关的黄种人以及第二位没有非洲裔血统的运动员（首位运动员是波兰人玛丽安·沃洛宁在1984年华沙跑出的10.00秒），成为名副其实的「亚洲短跑王」，他也因此当选为第13届亚运会的最有价值运动员。伊东浩司创造的亚洲纪录在2007年被尼日利亚裔卡塔尔人塞繆爾·阿德萊巴里·弗朗西斯以9.99秒打破。
1998年10月2日，伊东浩司在日本熊本县的一场赛事的200米比赛中跑出了20.16秒的个人生涯最好成绩。 在1999年世界田径室内锦标赛中，伊东浩司展现出了很高的竞技水平，在错过了60米决赛后，在200米决赛中他以破亚洲室内赛纪录的成绩取得第五名。同年被选为日本年度最佳运动员。
在2000年悉尼奥运会中，伊东浩司都在100米和200米的比赛中止步于半决赛（以10.39秒与20.67秒的成绩分别取得半决赛第七名）；又与朝原宣治、小岛茂之和末续慎吾合作以38.66秒的成绩取得了4x100米接力的第六名。伊东浩司此后再也没有达到1998赛季时期的巅峰状态，并于2002年退役。

## 家庭
伊东浩司的妻子是日本著名长跑好手铃木博美，曾经取得过1997年世界田径锦标赛女子马拉松金牌。目前，两人育有两个孩子。目前，伊东浩司担任着神户市教育委员会教育委员、日本田径联盟强化委员男子短跑技术担当、兵库县运动技术提高委员会委员等公职。

## 國際大型運動賽會
| 年   | 賽事               | 舉辦城市                 | 名次  | 項目          | 記錄         |
| ---- | ------------------ | ------------------------ | ----- | ------------- | ------------ |
| 1991 | 世界田徑錦標賽     | 日本東京都               | 4h1   | 4×400公尺接力 | 3分01.26秒   |
| 1991 | 亞洲田徑錦標賽     | 马来西亚吉隆坡           | 銅牌  | 400公尺       | 46.64秒      |
| 1991 | 亞洲田徑錦標賽     | 马来西亚吉隆坡           | 銅牌  | 4×100公尺接力 | 39.74秒      |
| 1991 | 亞洲田徑錦標賽     | 马来西亚吉隆坡           | 金牌  | 4×400公尺接力 | 3分05.22秒   |
| 1992 | IAAF World Cup     | 古巴哈瓦那               | 第6名 | 4×400公尺接力 | 3分05.30秒   |
| 1993 | 東亞運動會         | 中国上海市               | 銅牌  | 200公尺       | 21.19秒      |
| 1993 | 世界田徑錦標賽     | 德国斯圖加特             | 6qf1  | 200公尺       | 21.04秒      |
| 1993 | 世界田徑錦標賽     | 德国斯圖加特             | 7sf1  | 4×100公尺接力 | 39.01秒      |
| 1993 | 亞洲田徑錦標賽     | 菲律賓馬尼拉             | 銅牌  | 400公尺       | 46.63秒      |
| 1993 | 亞洲田徑錦標賽     | 菲律賓馬尼拉             | 金牌  | 4×400公尺接力 | 3分09.03秒   |
| 1994 | 亞洲運動會         | 日本広島縣広島市         | 銀牌  | 200公尺       | 20.70秒      |
| 1994 | 亞洲運動會         | 日本広島縣広島市         | 金牌  | 4×100公尺接力 | 39.37秒      |
| 1995 | 世界室內田徑錦標賽 | 西班牙加泰隆尼亞巴塞隆納 | 5sf3  | 200公尺       | 21.77秒      |
| 1995 | 世界田徑錦標賽     | 瑞典哥特堡               | 6qf3  | 200公尺       | 20.80秒      |
| 1995 | 世界田徑錦標賽     | 瑞典哥特堡               | 第5名 | 4×100公尺接力 | 39.33秒      |
| 1996 | 夏季奧林匹克運動會 | 美国喬治亞州亞特蘭大     | 6sf2  | 200公尺       | 20.45秒      |
| 1996 | 夏季奧林匹克運動會 | 美国喬治亞州亞特蘭大     | h2    | 4×100公尺接力 | Disqualified |
| 1996 | 夏季奧林匹克運動會 | 美国喬治亞州亞特蘭大     | 第5名 | 4×400公尺接力 | 3分00.76秒   |
| 1997 | 世界室內田徑錦標賽 | 法國巴黎                 | 3h8   | 60公尺        | 6.71秒       |
| 1997 | 世界室內田徑錦標賽 | 法國巴黎                 | 4h3   | 200公尺       | 21.68秒      |
| 1997 | 東亞運動會         | 釜山廣域市               | 金牌  | 200公尺       | 20.98秒      |
| 1997 | 世界田徑錦標賽     | 希腊雅典                 | 4h5   | 100公尺       | 10.46秒      |
| 1997 | 世界田徑錦標賽     | 希腊雅典                 | 4h3   | 200公尺       | 20.82秒      |
| 1997 | 世界田徑錦標賽     | 希腊雅典                 | 5sf2  | 4×100公尺接力 | 38.31秒      |
| 1998 | 亞洲田徑錦標賽     | 日本福岡縣福岡市         | 金牌  | 200公尺       | 20.70秒      |
| 1998 | 亞洲田徑錦標賽     | 日本福岡縣福岡市         | 銀牌  | 4×100公尺接力 | 39.30秒      |
| 1998 | IAAF World Cup     | 南非約翰尼斯堡           | 第4名 | 200公尺       | 20.40秒A     |
| 1998 | 亞洲運動會         | 泰國曼谷                 | 金牌  | 100公尺       | 10.05秒      |
| 1998 | 亞洲運動會         | 泰國曼谷                 | 金牌  | 200公尺       | 20.25秒      |
| 1998 | 亞洲運動會         | 泰國曼谷                 | 金牌  | 4×100公尺接力 | 38.91秒      |
| 1999 | 世界室內田徑錦標賽 | 日本群馬縣前橋市         | 第5名 | 200公尺       | 20.95秒      |
| 1999 | 世界室內田徑錦標賽 | 日本群馬縣前橋市         | 4sf1  | 60公尺        | 6.62秒       |
| 1999 | 世界田徑錦標賽     | 西班牙塞維亞             | 7qf5  | 100公尺       | 10.40秒      |
| 1999 | 世界田徑錦標賽     | 西班牙塞維亞             | 6sf1  | 200公尺       | 20.51秒      |
| 1999 | 世界田徑錦標賽     | 西班牙塞維亞             | 4h1   | 4×400公尺接力 | 3分02.50秒   |
| 2000 | 夏季奧林匹克運動會 | 新南威爾斯州雪梨         | 7sf1  | 100公尺       | 10.39秒      |
| 2000 | 夏季奧林匹克運動會 | 新南威爾斯州雪梨         | 7sf2  | 200公尺       | 20.67秒      |
| 2000 | 夏季奧林匹克運動會 | 新南威爾斯州雪梨         | 第6名 | 4×100公尺接力 | 38.66秒      |

## 統計
| 成績                    | 風速（m/s） | 時間           | 地點             |
| ----------------------- | ----------- | -------------- | ---------------- |
| 10.00秒                 | +1.9        | 1998年12月13日 | 泰國曼谷         |
| 10.05秒                 | +1.6        | 1998年12月14日 | 泰國曼谷         |
| 10.06秒                 | +0.4        | 1999年7月2日   | 瑞士洛桑         |
| 10.08秒                 | +1.5        | 1998年10月4日  | 日本熊本縣       |
| 10.10秒                 | +1.4        | 1998年10月4日  | 日本熊本縣       |
| 10.18秒                 | -0.9        | 1999年7月2日   | 瑞士洛桑         |
| 10.20秒                 | +1.0        | 1999年7月13日  | 摩洛哥卡薩布蘭卡 |
| 10.21秒                 | +1.4        | 1995年6月9日   | 日本東京都       |
| 10.23秒                 | +0.7        | 1999年5月13日  | 杜哈             |
| 10.24秒                 | +1.4        | 1998年11月3日  | 日本鳥取縣       |
| 平均約10.134335556375秒 |             |                |                  |

## 外部連結
- 伊东浩司在国际奥林匹克委员会的资料
- 伊东浩司在的頁面
- sports-reference（页面存档备份，存于）